# 光滑菝葜
光滑菝葜（学名：Smilax glabra），又名光葉菝葜、土茯苓、冷飯藤，為菝葜科菝葜屬下的一个种。可作中藥、用以熬湯。
在16世紀時，土茯苓因對楊梅瘡（梅毒）具有療效，故在彼時透過國際貿易銷售至歐洲、日本等地。

## 外部連結
- 土茯苓 中藥材圖像數據庫  (香港浸會大學中醫藥學院) （中文）（英文）
- 紫杉葉素 Taxifolin（页面存档备份，存于） 中草藥化學圖像數據庫 (香港浸會大學中醫藥學院) （中文）（英文）

1. ↑  龐境怡. . 臺大歷史學報. 2023-12-01, (72). doi:10.6253/ntuhistory.202312_(72).0003.